# Green Park (London Underground)

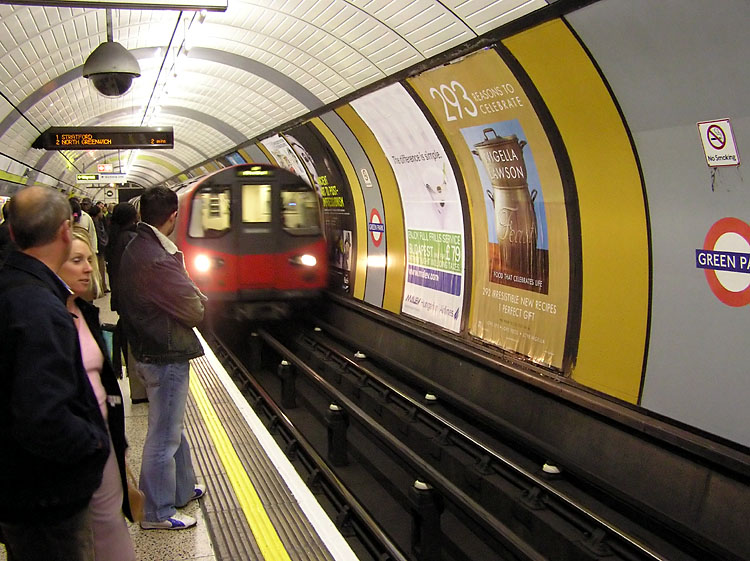
Bahnsteig der Jubilee Line

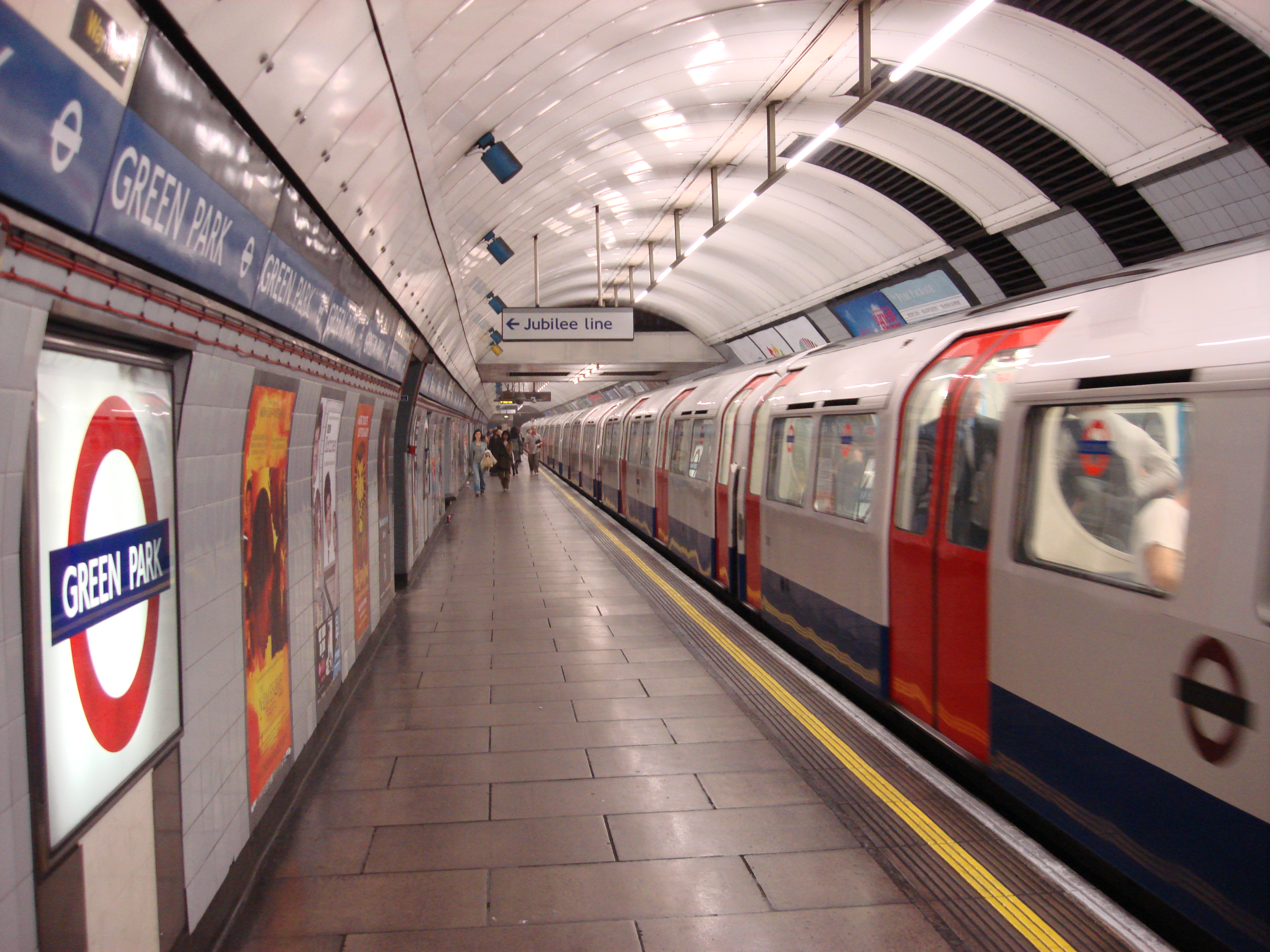
Bahnsteig der Victoria Line

Green Park ist eine unterirdische Station der London Underground im Stadtbezirk City of Westminster. Sie liegt in der Travelcard-Tarifzone 1 und befindet sich an der Nordostecke des Green Park, nahe der Kreuzung der Straße Piccadilly mit Queen’s Walk. Hier kreuzen sich drei Linien auf unterschiedlichen Ebenen. Unterhalb der Verteilerebene mit der Schalterhalle befinden sich die Bahnsteige der Piccadilly Line, darunter jene der Victoria Line und der Jubilee Line. Im Jahr 2014 nutzten 39,83 Millionen Fahrgäste die Station.

## Geschichte
Als der erste Streckenabschnitt der Great Northern, Piccadilly and Brompton Railway (Vorgängergesellschaft der Piccadilly Line) am 15. Dezember 1906 eröffnet wurde, hieß die Station noch Dover Street. Zu Beginn der 1930er Jahre wurde sie vollständig neu gebaut; dabei verschob man den Eingang ein wenig nach Osten, um Platz für Rolltreppen zu schaffen. Während der Bauarbeiten erfolgte die Schließung der nahe gelegene Station Down Street. Die umgebaute Station benannte man am 18. September 1933 nach Abschluss der Arbeiten in Green Park um.
Ab Mitte der 1960er Jahre musste die Station markant erweitert werden. Der Grund dafür war, dass Green Park innerhalb von nur zehn Jahren zu einem wichtigen Verkehrsknotenpunkt ausgebaut wurde. Die Bahnsteige der Victoria Line nahmen am 7. März 1969 den Betrieb auf, jene der Jubilee Line am 1. Mai 1979. Eine von der Provisional Irish Republican Army platzierte Bombe explodierte am 9. Oktober 1975 vor dem Stationseingang, dabei kam ein Passant ums Leben.
Nach ihrer Eröffnung führte die Jubilee Line zunächst nach Charing Cross. Diese Endstation ist allerdings seit 1999 geschlossen, weil die Linienführung in Richtung Westminster verschwenkt worden ist. Vom südlichen Ende des Bahnsteigs aus ist der alte Tunnel noch zu erkennen. Wegen der Terroranschläge vom 7. Juli 2005 war die Station der Piccadilly Line während einiger Wochen geschlossen, am 4. August erfolgte die Wiedereröffnung.